# SIG Sauer P226
SIG Sauer P226 je polavtomatska pištola, ki spada v sam vrh sodobnih vojaških pištol.
Čeprav je pištola zmagala v vseh kategorijah testa za izbor nove službene pištole oboroženih sil ZDA, so izbrali Beretto 92F zaradi nižje cene.

## Uporabniki
- Nemčija: GSG-9
- Slovenija: V uporabi pri Slovenski vojski poleg pištole Beretta 92FS.
- ZDA: FBI (od leta 1984)
- Združeno kraljestvo: Special Air Service